# Tbiliský letecký závod
Tbiliský letecký závod, také známý jako JSC Tbilaviamsheni (dříve 31. letecká továrna), je gruzínský letecký výrobce a vývojářská kancelář, která také částečně vyrábí obrněná vozidla.
Závod vznikl 15. prosince 1941. V prvních dnech druhé světové války byly letecké továrny z Taganrogu a Sevastopolu přesunuty do Tbilisi v Gruzii. Brzy po přesunu závod zahájil výrobu svého prvního stíhacího letounu LaGG-3. Během války tu vyrobili řadu dalších stíhacích letadel pro bývalé sovětské letectvo jako jsou LaGG-3 a Jak-3. Během druhé světové války byla společnost jediným dodavatelem stíhacích letadel na kavkazskou frontu.
Po druhé světové válce pracovala 31. letecká továrna ve spolupráci s konstrukčními kancelářemi Jakovlev na konstrukci prvního sovětského proudového stíhacího letounu Jak-15 v roce 1946. Následovaly proudové letouny Jak-17 a Jak-23.
V 50. letech 20. století zahájila továrna výrobu letounů MiG-15 a později i stíhaček MiG-17. V roce 1957 zde postavili MiG-21, stíhací i cvičný letoun a jeho různé odvozené varianty, jejichž výroba zde pokračovala dalších 25 let. Ve stejné době společnost vyráběla řízenou střelu vzduch-země K-10. Společnost se také začala diverzifikovat do stavebních projektů a mezi lety 1950 a 1990 vyráběla kabiny a vybavení lanovek. Mezi stále fungující lanovky patří ty na Krymu, Kislovodsku, Pjatigorsku, Soči atd.
První letoun blízké palebné podpory Suchoj Su-25 (na Západě známý jako „Frogfoot“) podnikl svůj první let z dráhy 31. letecké továrny. Od té doby bylo zákazníkům po celém světě dodáno více než 800 strojů Su-25. Od prvního Su-25 do 90. let byl Tbiliský letecký závod jediným výrobcem tohoto typu letadla.
V roce 2020 továrna zahájila opravy letadel gruzínského letectva.